# Caradrina armeniaca
Caradrina armeniaca là một loài bướm đêm trong họ Noctuidae.